# Scotogramma mendosica
Scotogramma mendosica là một loài bướm đêm trong họ Noctuidae.